# NCC-IT
NCC-IT-Zellen sind eine Modell-Zelllinie (pluripotentes embryonales Karzinom; Teratokarzinom), die in der biomedizinischen Forschung u. a. in der Krebsforschung genutzt wird.
Der Name leitet sich vom National Cancer Institute in Tokio, Japan, ab.
NCC-IT-Zellen wurden 1985 in Japan aus einem gemischten Keimzelletumor isoliert. Sie sind zur somatischen und extraembryonalen Differenzierung fähig. Die undifferenzierten Zellen sind als Zwischenstufe von Seminom und Embryonalkarzinom anzusehen. Sie können mit Retinolsäure ausdifferenziert werden, sind Keratin-negativ und positiv für Vimentin und plazentale alkalische Phosphatase.

## Nachweise
1. ↑  S. Teshima, Y. Shimosato, S. Hirohashi, Y. Tome, I. Hayashi, H. Kanazawa, T. Kakizoe: Four new human germ cell tumor cell lines. In: Lab Invest. 59(3), Sep 1988, S. 328–336. PMID 2842544
2. ↑  I. Damjanov, B. Horvat, Z. Gibas: Retinoic acid-induced differentiation of the developmentally pluripotent human germ cell tumor-derived cell line, NCCIT. In: Lab Invest. 68(2), Feb 1993, S. 220–232.
3. ↑  lgcstandards-atcc.org